# 一本橋 (自動車教習)
一本橋（いっぽんばし、平均台とも）とは自動車教習所などで自動二輪車教習や技能検定に実施される直線狭路コースの通称である。

## 概要
二輪車の運転免許技能試験で実施される特別コースの直線狭路コース、連続進路転換コース、波状路コース、指定速度からの急停止の内の直線狭路コースのことを通称一本橋という。
長さ15m、幅30cm、高さ5cm、両端に傾斜面長30cm(角度約9.6度)の直線狭路台の手前3ｍの位置にある指定地点で一旦停止し、直線狭路台を着座姿勢で走行する。低速走行をしてバランスを保ちながら安全に走行することが目的である。半クラッチ、ハンドル操作、後輪ブレーキ、ニーグリップ、バランス、目線、速度感と全身を使って微妙にコントロールする必要があり項目の中で苦手としている人が比較的多いとされる。5cmの段差があり停車時かかとが地面に着かない人が、最初の傾斜を乗り越える速度が遅いか、低速の半クラッチでエンストまたは脱輪すると傾いた重いバイクを支えられず転倒しやすく、１度転倒を経験すると不慣れな初心者は余計緊張する試験項目である。

## 検定課題としての一本橋
自動二輪車の卒業検定の課題として実施されている。
合格基準
普通自動二輪（小型限定）： 5秒以上　(参考:時速では10.8km以下)
普通自動二輪　　　　　　： 7秒以上　(参考:時速では 7.7km以下)
大型自動二輪　　　　　　：10秒以上　(参考:時速では 5.4km以下)
※時間計測は、前車輪の接地面部の一部が、直線狭路台の平坦部にかかってから傾斜部にかかるまでの時間。
手順
- 狭路を直進するため、3m手前の指定位置で直線狭路台に沿ってまっすぐにバイクを止める。
- 右後方を確認後、平均台に二輪とも乗り上げるまで加速、一速のまま走行する。ここでの速度が遅いと、平均台に乗り上げる分減速するため脱輪、転倒などに陥りやすい。
- 乗り上げた後は低速でバランスを保ちながら走行する。低速のため車体が不安定になりやすいため視線を遠くにし、アクセルや細かいハンドル操作で調整して前進する。（バランスを保つためには傾いた方向へハンドルを向け半クラッチで起こさないと姿勢を戻せないが、初めてだと逆にハンドルを切る人がいる）

MT車はニーグリップをし、半クラッチ、後ブレーキで速度を調整する。
AT車は後ブレーキで速度を調整する。
一本橋の最後の方で速度を遅くして時間を増やそうとすると脱輪しやすいので、一本橋に乗ったら半クラッチで一定速度を心がける。
- 乗り越えたら一時停止し安全を確認する。

検定中止項目
脱輪、転倒、エンスト
減点項目
指定時間不足(減点 5点×不足秒数) ※時間不足の場合は１秒ごとに適用する。１秒未満の端数は１秒とみなす。
運転姿勢など

## 海外の試験
海外ではNarrow Plankまたは Narrow Path, Slow Rideと言う。
国により試験内容が異なる。また試験項目により難易度が異なる。Uターンは日本では実施していない。
- 台湾　直線平衡駕駛 長さ15m幅40cmを7秒以上で通過する必要がある。（幅40cmは圧線式のため、日本の幅30cmに相当)　2000年(民国89年)から追加された試験項目である。[3]

　　普通(250cc未満)、軽型(50cc未満)は圧線式で踏むと音がなり、１回目が失敗しても２回目で成功すればよい。直線７秒とも言う。
スクータは家族/友人等から借り持ち込みも可であるが、スクータに乗ったことが無いと受からず事前の練習不足(コツを会得していない状態)で試験に臨むと、出だしから速度が遅く足膝が固定出来ないため体がふらつき直ぐに圧線を踏むか、逆に早すぎて7秒未満で2,3割は失敗する。再度受験する場合は７日後以降となる。15ｍのコース両端に圧線があり、通過した秒数は自動で表示される。試験場は新学期が始まる前の8月頃が込み合う。
2016年6月より4項目が追加され、Ц字型の直角轉彎は、直線７秒より難しいとも言われ１割が失敗している。(特に150cc以上だと難しい）
　　大型重型(250cc～,550cc～)　圧線式でなく段差がある。俗称で一本橋とも言う。
※台湾はオートバイの普及台数が世界一で、事故の無免許者割合も多い(5%)、大型車の巻き込み事故等の死亡事故も多く台湾の事故事例内容をよく理解し注意しなければならない。飲酒運転は厳しくなり2019年から日本と同様に同乗者にも罰金が科されるようになった。
- 韓国　좁은길코스（狭路コース）40cm幅、長さ40cmのスロープで5cm上り、長さ15ｍを通過する。圧線式で時間制限は無い。1m幅のクランク、カーブも圧線式である。試験車両미라쥬250(Mirage250)のキャスター角が大きく、慣れないと小回りが難しいので、試験開始直後のクランクは線を踏まないように幅いっぱいにコース取りして慎重に曲がる必要があり一本橋より難しく失敗する場合が多い。

- マレーシア　MENUNGGANG DI ATAS TITI　前輪が橋に乗ってから後輪が下りるまで７秒以上。8の字は道幅が広いため簡単である。日本と同じ左側通行であり日本に似ているがコースには見通しの悪い交差点が無い。

- ベトナム　　Đi qua vạch đường thẳng 幅60cm長さ18ｍ 時間制限は無い。8の字は70cm幅なので失敗しやすい。

- アメリカCA  Slow Ride 2本の平行線約15m、幅2'3"(68.58cm)に前輪をはみ出さないように進む。平行線に接した円を反時計回りに２周して別の平行線を逆方向に進む。[6]